# 吉野川市立森山小学校
吉野川市立森山小学校（よしのがわしりつ もりやましょうがっこう）は、徳島県吉野川市鴨島町山路にある公立小学校。

## 概要

### 校訓
- 誠実「強く・正しく・明るく」

## 沿革
- 1872年（明治5年） - 山路小学校を創立。
- 1911年（明治44年） - 森山村立尋常高等小学校を創立。
- 1941年（昭和16年） - 森山国民学校と改称。
- 1947年（昭和22年） - 森山村立森山小学校と改称。
- 1954年（昭和29年） - 鴨島町森山小学校と改称。
- 2004年（平成16年） - 町村合併のため吉野川市立森山小学校となる。

## 著名な卒業生
- 石田侑資 - プロサッカー選手・ガイナーレ鳥取(2021～2022)、いわきFC(2023～　)

## 統合構想
森山小学校が位置する吉野川市は小学校生徒の減少に伴い市内の複数の学校を統合し一つの小学校とする構想をたてている。
対象となるのは吉野川市立森山小学校、吉野川市立上浦小学校、吉野川市立牛島小学校の三校。
またこれと並行して市内の中学校を同時に統合する構想もあり対象となるのは吉野川市立鴨島東中学校、吉野川市立鴨島第一中学校の二校で三つの小学校が統合した際の新校舎は現在の鴨島東中学校の校舎をひき継ぐ形となり、東中学校と鴨島第一中学校生徒は鴨島第一中学校の校舎を使用することになる。あくまで構想の段階でありまだ決定された訳ではないが人口減少は現実のものとなっているためいずれ統合される可能性は高い。

## 通学区域が隣接している学校
- 吉野川市立牛島小学校
- 吉野川市立鴨島小学校
- 吉野川市立飯尾敷地小学校
- 神山町立広野小学校
- 神山町立神領小学校と隣接しているかは不明。